# 斯坦利山
斯坦利山（Mount Stanley），又译作史坦利山，位于刚果民主共和国和乌干达的边境，是鲁文佐里山脉的一座山，海拔5,109米，为刚果民主共和国（刚果（金））和乌干达的最高峰，也是仅次于乞力马扎罗山（5,895 米）和肯尼亚山（5,199 米）的非洲第三高峰。该峰与附近的几个峰高到山上可以保留积雪。
斯坦利山的名称来自记者和探险家亨利·莫頓·史丹利，该山的一部分也是列入联合国教科文组织世界遗产的鲁文佐里山国家公园。

## 山峰
斯坦利山有两个看起来最高的峰和其他几个稍矮一点的峰，分别是：
| 名称         | 海拔（米） |
| ------------ | ---------- |
| 玛格丽塔峰   | 5,109      |
| 亚历山德拉峰 | 5,091      |
| 艾伯特峰     | 5,087      |
| 萨伏依峰     | 4,977      |
| 埃列娜峰     | 4,968      |
| 伊莉莎白峰   | 4,929      |
| 菲利普峰     | 4,920      |
| 莫必斯峰     | 4,916      |
| 巨齿峰       | 4,603      |

## 考察
斯坦利山于1906年首次登顶，山峰名源自意大利女王的名字。.